# Sörbet
A sörbet (ejtsd: sörbet, serbet, franciásan szorbé) nagyon ősi keleti fagyos desszert, a fagylalt őse. Friss vagy fagyasztott gyümölcsből készített üdítő jeges édesség, amelyet általában az étkezés végén desszertként, de a két főfogás között gyomornyugtatóként szolgálnak fel. Az utóbbi esetben az ízlelőbimbók semlegesítését is szolgálja. Az igazi sörbet kizárólag gyümölcspüréből, cukorból és esetleg kevés alkoholból áll.

## Nevének eredete, kiejtése
A magyarosodott sörbet, illetve serbet szó eredetije a perzsa شربت (ejtsd [serbet]), illetve a török şerbet (ejtsd: [serbet]), mindkettő az arab شربة ([sarba], jelentése ’ital’) szóból. Magyarországra vélhetően a törökök hozták be. Európában írják még franciásan sorbet-nek, [szörbé]-nek ejtve, illetve az olaszok sorbettónak (e.: [szorbėtto]). Arany János Szondi két apródja című balladájában a magyarosodott serbet alakot használja („…Serbet, füge, pálma, sok déli gyümölcs,…”), de megtalálható a sörbet változat is („Odalenn vár mézizü sörbet”).

## Gyümölcssörbet
Gyümölcsből (ananász, barack, citrom, dinnye, eper, erdei gyümölcs, narancs, málna, meggy, szeder stb.) és jégdarából készül. A gyümölcsarány minimum 25% - citrusfélék esetén 15%.
Különösen nagy melegben praktikus desszert, egzotikus, fűszeres, ázsiai menü után pedig, az ételekkel jól harmonizáló üdítő, édesség.

## Receptek
- Sörbetreceptek a Wikikönyvekben